# ساتومی کوبایاشی
ساتومی کوبایاشی (انگلیسی: Satomi Kobayashi؛ زادهٔ ۲۴ مهٔ ۱۹۶۵) یک هنرپیشه اهل ژاپن است. 